# Thể hình tại Đại hội Thể thao Bãi biển châu Á 2016
Thể hình bãi biển tại Đại hội Thể thao Bãi biển châu Á 2016 diễn ra ở Đà Nẵng, Việt Nam từ ngày 27 đến ngày 28 tháng 9 năm 2016 tại công viên Biển Đông, Đà Nẵng, Việt Nam.

## Danh sách huy chương
| Nội dung | Vàng                         | Bạc                           | Đồng                           |
| -------- | ---------------------------- | ----------------------------- | ------------------------------ |
| 158 cm   | Phạm Kim Nhân · Việt Nam     | Mizoguchi Takahiro · Nhật Bản | Majumdar Manoj Kumar · Ấn Độ   |
| 162 cm   | Ali Abdulrasool · Bahrain    | Lê Hoài Thương · Việt Nam     | Jun Hanpyo · Hàn Quốc          |
| 165 cm   | Nguyễn Hải Âu · Việt Nam     | Kim Yeongseok · Hàn Quốc      | Khodkit Sirigorn · Thái Lan    |
| 168 cm   | Sê Pha · Việt Nam            | Ran Maorong · Trung Quốc      | Nguyễn Trường Giang · Việt Nam |
| 172 cm   | Zheng Shaozhong · Trung Quốc | Wang Hua · Trung Quốc         | Inoue Hiroaki · Nhật Bản       |
| 176 cm   | Chen Kang · Trung Quốc       | Nguyễn Minh Tiến · Việt Nam   | Eom Jinho · Hàn Quốc           |
| 180 cm   | Mai Xuân Thức · Việt Nam     | Lee Youngchan · Hàn Quốc      | Tagushi Shunsuke · Nhật Bản    |

## Bảng huy chương
| 1         | Việt Nam   | 4 | 2 | 1 | 7  |
| 2         | Trung Quốc | 2 | 2 | 0 | 4  |
| 3         | Bahrain    | 1 | 0 | 0 | 1  |
| 4         | Hàn Quốc   | 0 | 2 | 2 | 4  |
| 5         | Nhật Bản   | 0 | 1 | 2 | 3  |
| 6         | Ấn Độ      | 0 | 0 | 1 | 1  |
| 6         | Thái Lan   | 0 | 0 | 1 | 1  |
| Tổng cộng | Tổng cộng  | 7 | 7 | 7 | 21 |

## Kết quả

### 158 cm
| Xếp hạng | Vận động viên                 | Số điểm |
| -------- | ----------------------------- | ------- |
| 1        | Mizoguchi Takahiro (JPN)      | Q       |
| 2        | Mohamed Moosa (MDV)           | Q       |
| 3        | Phanorn Onnim (THA)           | Q       |
| 4        | Waleed Alblooshi (UAE)        | Q       |
| 5        | Manoj Kumar Majumdar (IND)    | Q       |
| 6        | Phạm Kim Nhân (VIE)           | Q       |
| 7        | Ieong Weng Kuan (MAC)         |         |
| 8        | Gaurab Prakash Shrestha (NEP) |         |

| Xếp hạng | Vận động viên              | Tổng số điểm |
| -------- | -------------------------- | ------------ |
| 1        | Phạm Kim Nhân (VIE)        | 15           |
| 2        | Mizoguchi Takahiro (JPN)   | 35           |
| 3        | Manoj Kumar Majumdar (IND) | 42           |
| 4        | Phanorn Onnim (THA)        | 60           |
| 5        | Mohamed Moosa (MDV)        | 73           |
| 6        | Waleed Alblooshi (UAE)     | 90           |

### 162 cm
28 tháng 9
| Xếp hạng | Vận động viên              | Tổng số điểm |
| -------- | -------------------------- | ------------ |
| 1        | Ali Abdulrasool (BRN)      | 19           |
| 2        | Lê Hoài Thương (VIE)       | 26           |
| 3        | Jung Hanpyo (KOR)          | 46           |
| 4        | Shaheen Ibrahim Didi (MDV) | 60           |
| 5        | Mansour Almarzooqi (UAE)   | 75           |

### 165 cm
28 tháng 9
| Xếp hạng | Vận động viên          | Tổng số điểm |
| -------- | ---------------------- | ------------ |
| 1        | Nguyễn Hải Âu (VIE)    | 15           |
| 2        | Kim Yeongseok (KOR)    | 32           |
| 3        | Sirigorn Khodkit (THA) | 44           |
| 4        | Kasem Sirisot (THA)    | 57           |
| 5        | Husham Hameed (MDV)    | 75           |

### 168 cm
| Xếp hạng | Vận động viên             | Số điểm |
| -------- | ------------------------- | ------- |
| 1        | Nguyễn Trường Giang (VIE) | Q       |
| 2        | Sê Pha (VIE)              | Q       |
| 3        | Mohamed Bakerd (BRN)      | Q       |
| 4        | Sakhon Suksawat (THA)     | Q       |
| 5        | Ran Maorong (CHN)         | Q       |
| 6        | Deba Raj Parajuli (NEP)   | Q       |
| 7        | Sengee Otgontsend (MGL)   |         |

| Xếp hạng | Vận động viên             | Tổng số điểm |
| -------- | ------------------------- | ------------ |
| 1        | Sê Pha (VIE)              | 15           |
| 2        | Ran Maorong (CHN)         | 30           |
| 3        | Nguyễn Trường Giang (VIE) | 45           |
| 4        | Sakhon Suksawat (THA)     | 72           |
| 5        | Deba Raj Parajuli (NEP)   | 74           |
| 6        | Mohamed Bakerd (BRN)      | 79           |

### 172 cm
| Xếp hạng | Vận động viên            | Số điểm |
| -------- | ------------------------ | ------- |
| 1        | Kitti Phalaphon (THA)    | Q       |
| 2        | Ekkaphon Sukhthong (THA) | Q       |
| 3        | Zheng Shaozhong (CHN)    | Q       |
| 4        | Wang Hua (CHN)           | Q       |
| 5        | Inoue Hiroaki (JPN)      | Q       |
| 6        | Kim Hyojung (KOR)        | Q       |
| 7        | Jassem Almheiri (UAE)    |         |
| 7        | Wong Chong Ieong (MAC)   |         |

| Xếp hạng | Vận động viên            | Tổng số điểm |
| -------- | ------------------------ | ------------ |
| 1        | Zheng Shaozhong (CHN)    | 21           |
| 2        | Wang Hua (CHN)           | 34           |
| 3        | Inoue Hiroaki (JPN)      | 46           |
| 4        | Kim Hyojung (KOR)        | 56           |
| 5        | Kitti Phalaphon (THA)    | 85           |
| 6        | Ekkaphon Sukhthong (THA) | DSQ          |

### 176 cm
28 tháng 9
| Xếp hạng | Vận động viên              | Tổng số điểm |
| -------- | -------------------------- | ------------ |
| 1        | Chen Kang (CHN)            | 19           |
| 2        | Nguyễn Minh Tiến (VIE)     | 26           |
| 3        | Eom Jinho (KOR)            | 45           |
| 4        | Sarfaraz Khan (PAK)        | 60           |
| 5        | Muhammad Akhtar Khan (PAK) | 75           |

### 180 cm
28 tháng 9
| Xếp hạng | Vận động viên              | Tổng số điểm |
| -------- | -------------------------- | ------------ |
| 1        | Mai Xuân Thức (VIE)        | 15           |
| 2        | Lee Youngchan (KOR)        | 30           |
| 3        | Taguchi Shunsuke (JPN)     | 45           |
| 4        | Jasim Marhoon (BRN)        | 60           |
| 5        | Ismail Shuau Abdulla (MDV) | 75           |
| 6        | Anas Phumesuk (THA)        | DSQ          |